# Mu'izz al-Din Kayqubad
Muʿizz al-Dīn Kayqubād (in lingua urdu معز الدین کیقباد; 1269 – 1º febbraio 1290) fu il 10º Sultano della dinastia dei Mamelucchi di Delhi.
Era figlio di Bughrā Khān, Sultano indipendente del Bengala, e nipote di Ghiyāth al-Dīn Balban (1266–87).
Dopo la morte di suo figlio Muḥammad nel 1286 a opera dei Mongoli, Ghiyāth al-Dīn Balban si trovò in un forte stato depressivo da shock. Nei suoi ultimi giorni chiamò suo figlio Nāṣir al-Dīn Bughrā Khān, che era governatore del Bengala, perché stesse accanto a lui, ma a causa della severa malattia di suo padre, questi scappò via in Bengala. 
Allora Balban scelse suo nipote e figlio di Muḥammad, Kay Khusrow, come suo successore. Tuttavia, quando Balban morì, Fakhr al-Dīn, Kotwal di Delhi, ignorò la nomina di Balban e scelse Muʿizz al-Dīn Kayqubād, che era figlio di Bughrā Khān, perché diventasse il nuovo Sultano di Delhi. Aveva solo 17 anni.

## Regno
Dopo essere diventato Sultano, indulse nell'uso del vino e nella frequentazione delle donne e il suo esempio fu fatto proprio anche dai suoi cortigiani, anche se bisogna alquanto diffidare di queste accuse moralistiche, visto l'abuso che se n'è spesso fatto in ambito islamico, in cui il richiamo all'etica nascondeva frequentemente il più duro antagonismo politico.
Il suo esercito s'incontrò con quello paterno bengalino presso il Bihar settentrionale, ma a causa dell'intenso amore che nutriva per suo padre, Muʿizz al-Dīn gli corse incontro gridando per abbracciarlo. Nessuna battaglia pertanto ebbe luogo e un trattato di pace fu sottoscritto senz'altro tra i due domini. Al suo ritorno a Delhi, egli spedì Niẓām al-Dīn a Multan e, accorgendosi dell'esitazione di questi, il Sultano dette ordini perché fosse avvelenato.
Nominò Jalāl al-Dīn Fīrūz Khaljī nuovo comandante del suo esercito, ma l'omicidio perpetrato e la nomina al fi fuori della famiglia sollevarono un'ondata di dissenso tra l'antica nobiltà turca, che sperava di approfittare del fatto che l'esercito del nuovo comandante era in marcia verso Delhi.

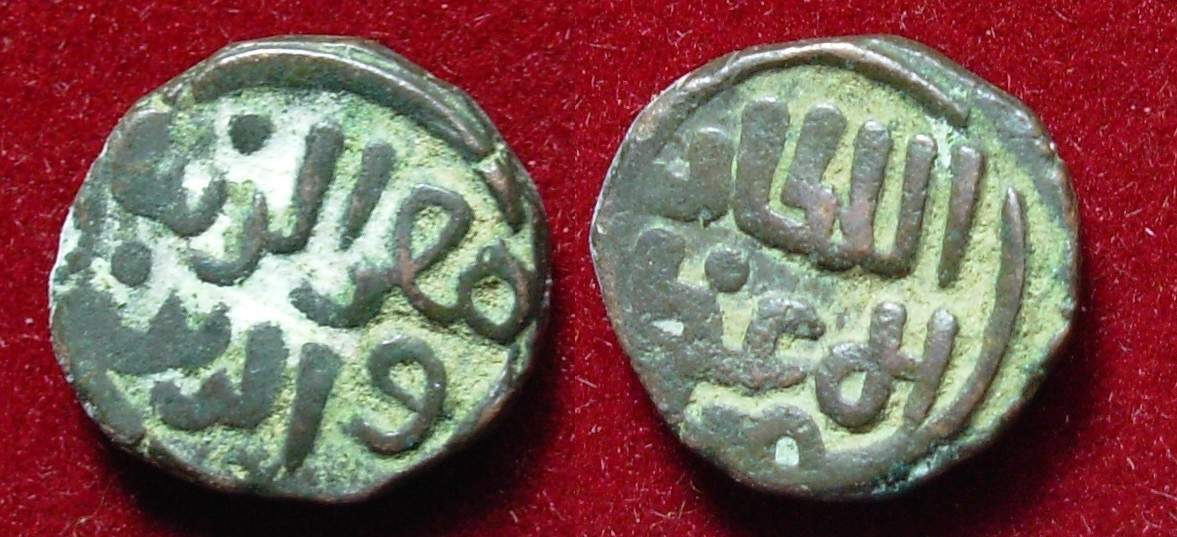
Moneta dell'epoca di Muʿizz al-Dīn

Dopo quattro anni fu assassinato (1290) da un nobile Khaljī. Suo figlio, ancora infante, Shams al-Dīn Kayumarth, fu presto ugualmente ucciso, mettendo così fine alla dinastia mamelucca di Delhi, soppiantata dalla dinastia Khaljī.

## Numismatica
Monete aree, argentee, in rame e biglione.

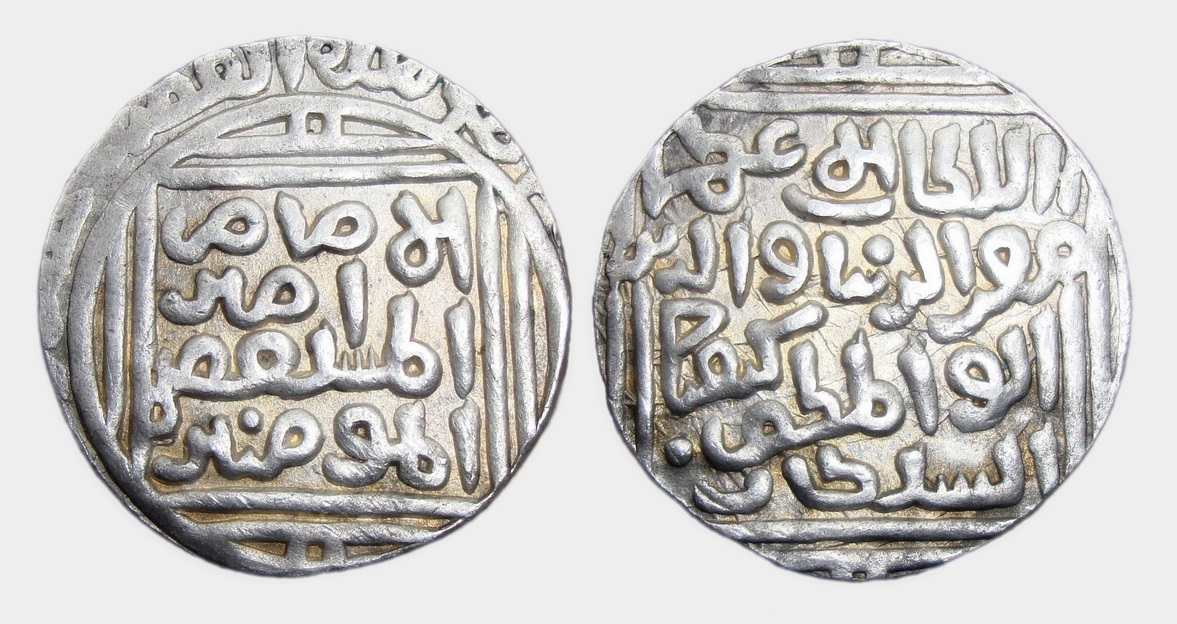
Tanka d'argento coniato a Delhi (10,95 grammi)
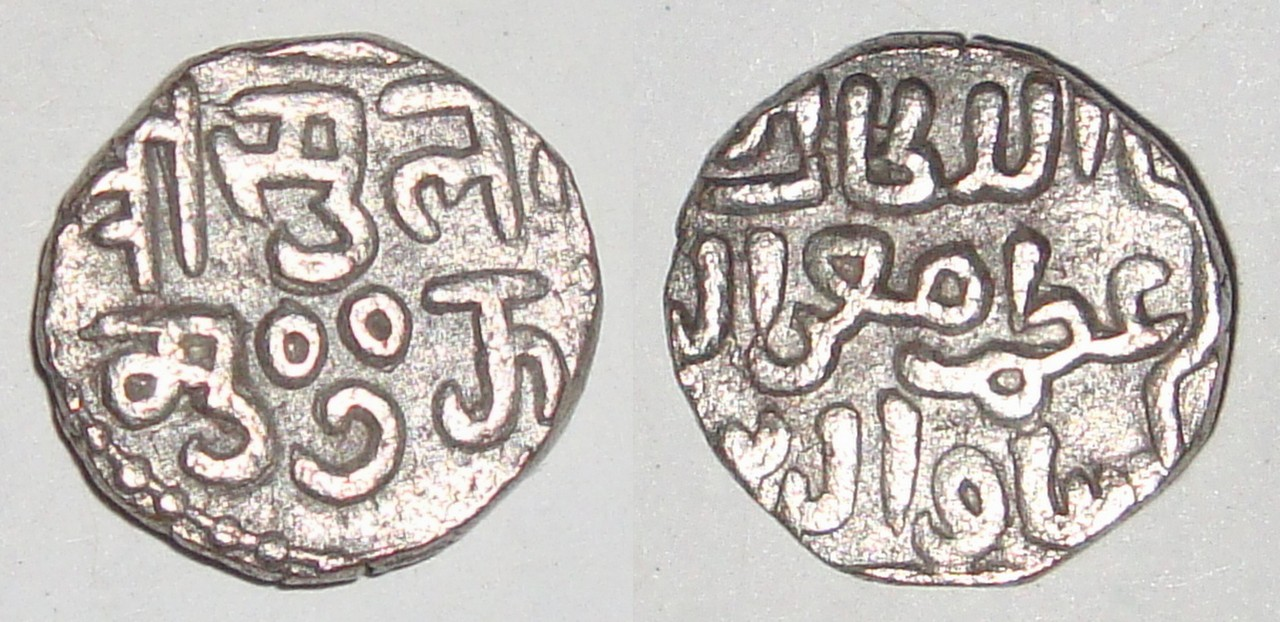
3 gani (3,32 grammi), in biglione
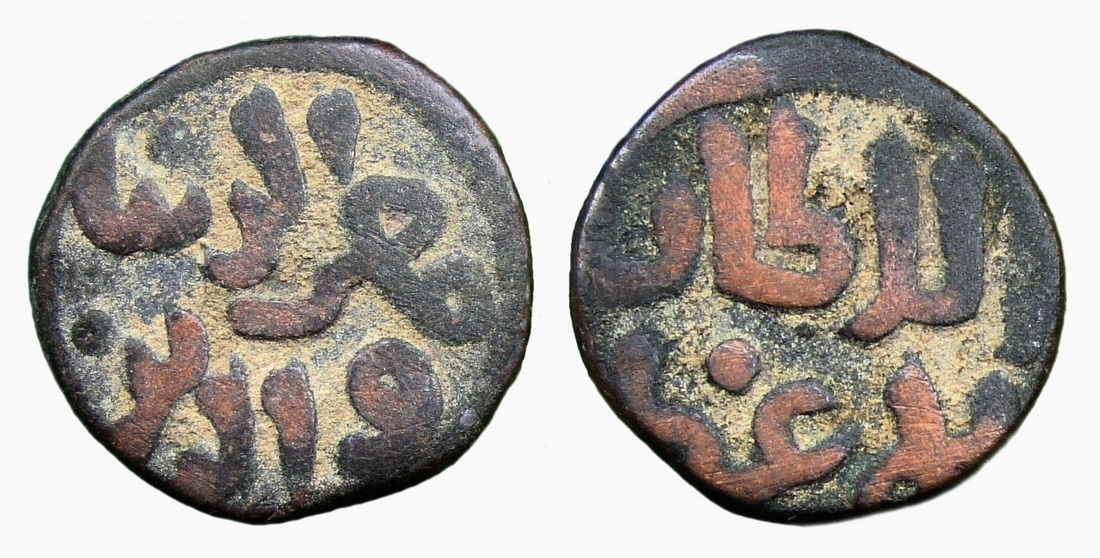
Paika in rame da 40 Rati (4,2 grammi)
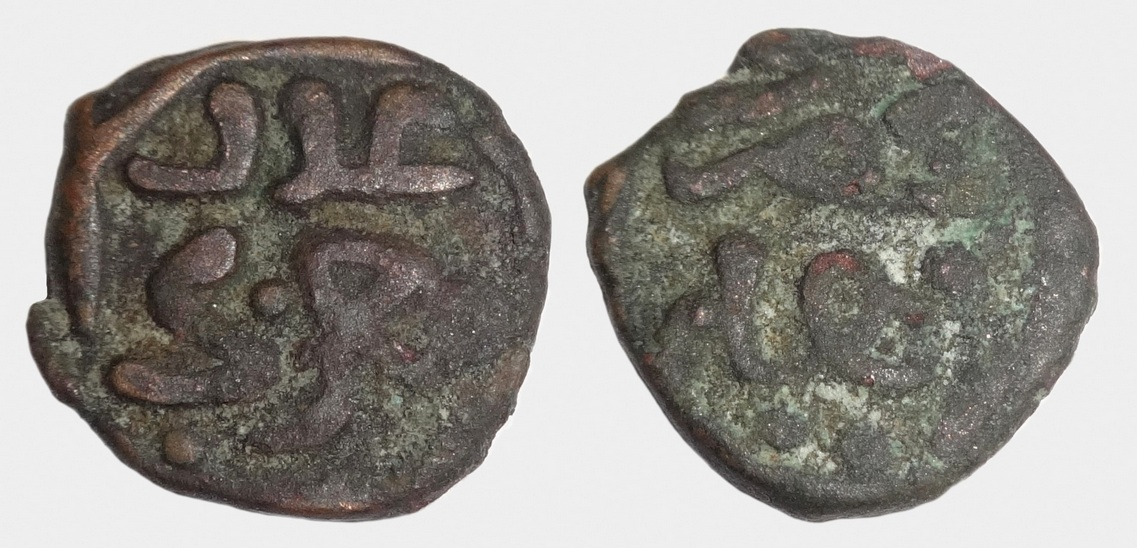
Adli in rame (2 grammi)